# Jacob Scott
Pour les articles homonymes, voir Scott.
Jacob "Jake" Scott, né le 14 juin 1995 à Oldham (Angleterre), est un coureur cycliste britannique.

## Biographie
Jacob Scott commence le cyclisme à l'âge de douze ans,.
En 2011, il représente la Grande-Bretagne lors du Festival olympique de la jeunesse européenne. Deux ans plus tard, il s'impose sur une étape du Sint-Martinusprijs Kontich, qu'il termine à la huitième place du classement général. Il est également neuvième du Tour des Flandres juniors.
Lors de sa deuxième année espoirs, il évolue en Belgique au sein du club ILLI-Bikes. Il rejoint ensuite l'équipe continentale An Post-ChainReaction en 2016, qui est à la recherche d'un coureur britannique. Aligné sur l'Étoile de Bessèges, il se classe cinquième d'une étape à Laudun, à l'issue d'une échappée. L'année suivante, il finit cinquième de la Flèche du port d'Anvers et sixième du Tour d'Overijssel.
À partir de 2018, il court au sein de diverses équipes continentales dans son pays. En 2019 et 2021, il termine meilleur grimpeur du Tour de Grande-Bretagne. Il brille par ailleurs dans le calendrier national britannique. En plus du cyclisme sur route, il devient champion de Grande-Bretagne de cross-country marathon en 2021.

## Palmarès et résultats

### Palmarès sur route
- 2013
  - 2e étape du Sint-Martinusprijs Kontich
- 2015
  - Interclub de Zandhoven
- 2019
  - The South Coast Classic
  - 2e du Ryedale Grand Prix
- 2021
  - National Road Series
  - Beaumont Trophy
  - 2e du Lister Horsfall Grand Prix
  - 2e du Lancaster Grand Prix
  - 3e du Barnsley Grand Prix
- 2022
  - National Circuit Series
  - Otley Grand Prix
  - Stockton Grand Prix
  - Barnsley Grand Prix
  - Newark Grand Prix
  - 2e du Lancaster Grand Prix
  - 2e du Colne Grand Prix
  - 2e du National Road Series
  - 3e de la Rutland-Melton International Cicle Classic
  - 3e du Ryedale Grand Prix
- 2024
  - 3e du Colne Grand Prix

### Classements mondiaux
| Année                                 | 2017  | 2018 | 2019  | 2020  | 2021  | 2022 | 2023  |
| ------------------------------------- | ----- | ---- | ----- | ----- | ----- | ---- | ----- |
| Classement mondial                    | 1271e | nc   | 1701e | 1580e | 1534e | 795e | 1170e |
| UCI Europe Tour                       | 822e  | nc   | 1128e | 1176e | 1077e | 598e | nc    |
|                                       |       |      |       |       |       |      |       |
| Légende : nc = non classéSource : UCI |       |      |       |       |       |      |       |

### Palmarès en VTT
- 2021
  -  Champion de Grande-Bretagne de cross-country marathon

### Palmarès sur piste
- 2012
  - 3e du championnat de Grande-Bretagne de l'américaine juniors